# Comunidad Campesina de Ccorimarca
La Comunidad Campesina de Ccorimarca es una comunidad indígena de origen quechua situada en el distrito de Ccorca, provincia y departamento del Cusco, Perú. Se encuentra a una altitud aproximada de 3,800 metros sobre el nivel del mar y forma parte de la microcuenca Piuray-Ccorimarca, una zona de importancia ecológica y cultural.

## Historia y reconocimiento legal
La comunidad fue reconocida oficialmente mediante la Resolución Directoral N.º 0383-86-DRA-XX el 26 de junio de 1986. Posteriormente, su territorio fue titulado el 23 de junio de 1989, inscrito en el Tomo 287, Folio 85, Asiento 1, Partida Electrónica N.º 2042929 del Registro de Predios de Cusco. 

## Geografía
Ccorimarca se ubica en la región andina del Perú, caracterizada por su topografía montañosa y clima frío. La comunidad colinda con otras comunidades campesinas como Sequeraccay, Queser Chico, Mandorani y Yuncaypata. 

## Economía
La economía de Ccorimarca se basa principalmente en la agricultura y la ganadería. Los comuneros cultivan productos como papa, maíz, hortalizas y legumbres, adaptados a las condiciones climáticas de la zona. Además, la comunidad participa en proyectos de conservación y manejo sostenible de recursos hídricos, dada su ubicación en la microcuenca Piuray-Ccorimarca. 

## Cultura
Los habitantes de Ccorimarca mantienen vivas sus tradiciones quechuas, reflejadas en sus festividades, vestimenta y lengua. La comunidad celebra diversas festividades religiosas y culturales a lo largo del año, fortaleciendo su identidad y cohesión social.

## Infraestructura y servicios
Ccorimarca cuenta con servicios básicos como educación primaria y acceso a caminos rurales que la conectan con la capital del distrito de Ccorca y otras comunidades vecinas. Sin embargo, enfrenta desafíos en áreas como salud, educación superior y acceso a tecnologías modernas.